# Muză (sursă de inspirație)

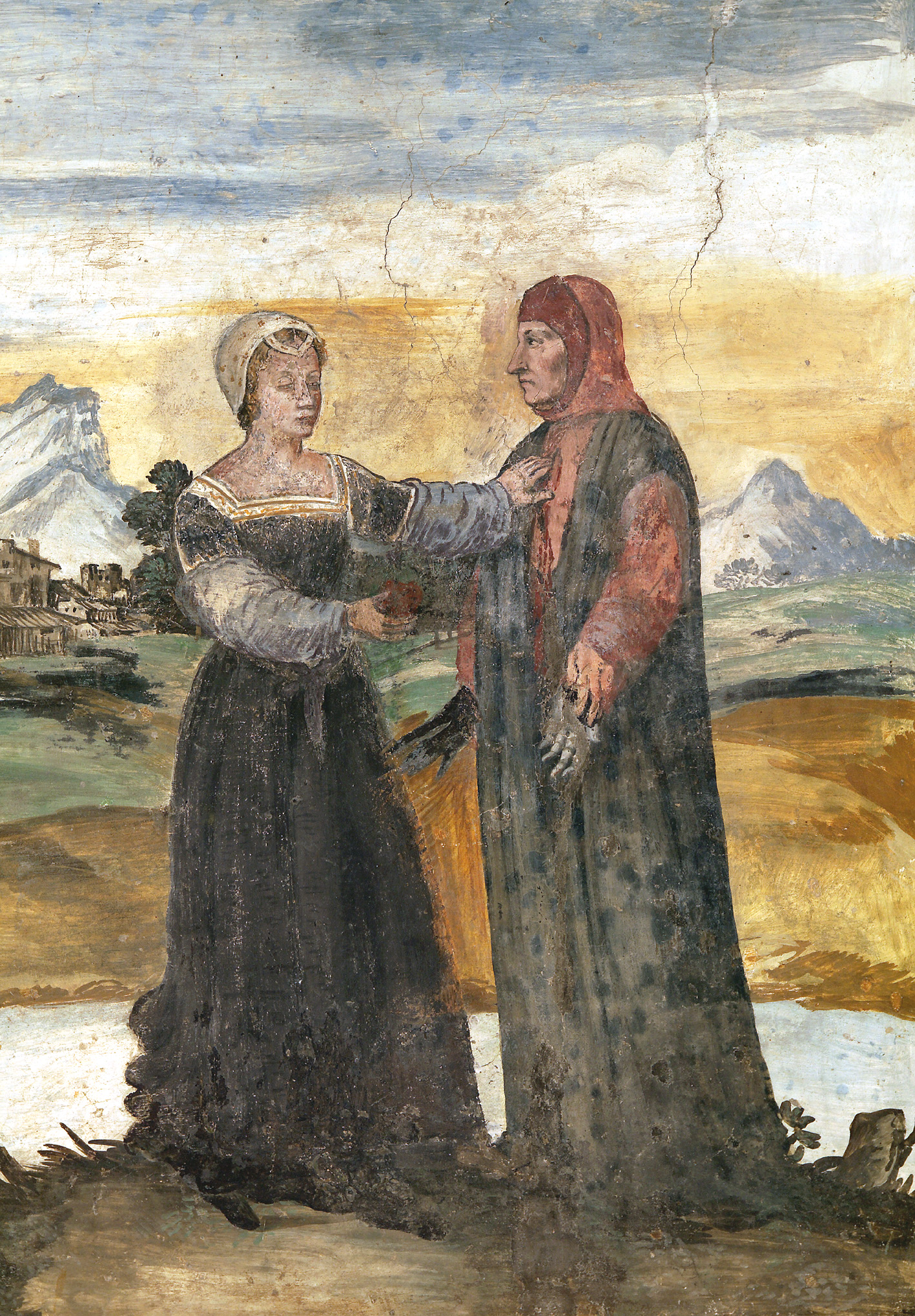
Frescă reprezentându-i pe Petrarca și pe muza sa, Laura de Sade (cunoscută și ca Laura de Noves), în casa poetului, la Arquà.

Muza (ca sursă de inspirație) este o persoană care îl inspiră pe un artist, devenind uneori prietena sau amanta acestuia. Inspirația poetică poate proveni din caracterul, frumusețea sau aspectul erotic al muzei.
În decursul istoriei au existat multe muze care i-au inspirat pe artiști, de exemplu: Beatrice Portinari⁠(d), Charlotte von Stein⁠(d), Emilie Louise Flöge, Dora Maar, Marie Laurencin, Alma Mahler-Werfel, Anaïs Nin, Yoko Ono, Amanda Lear, Marietta di Monaco, Emmy Hennings, Camille Claudel, Gala Dalí⁠(d), Jeanne-Claude,  Anita Pallenberg, Veronica Micle.

## Origine
Termenul trimite la Muzele din mitologia greacă, nouă la număr, fiice ale lui Zeus și ale zeiței surselor Mnemosyne (zeița memoriei). Ei i se dedică lui Apollo, zeul artelor, care îi conduce pe Muntele Helicon pentru a-i aduce un omagiu lui Zeus.
Hesiod a fost primul poet grec cunoscut care a menționat și descris muzele în lumea zeilor, în Teogonia sa.

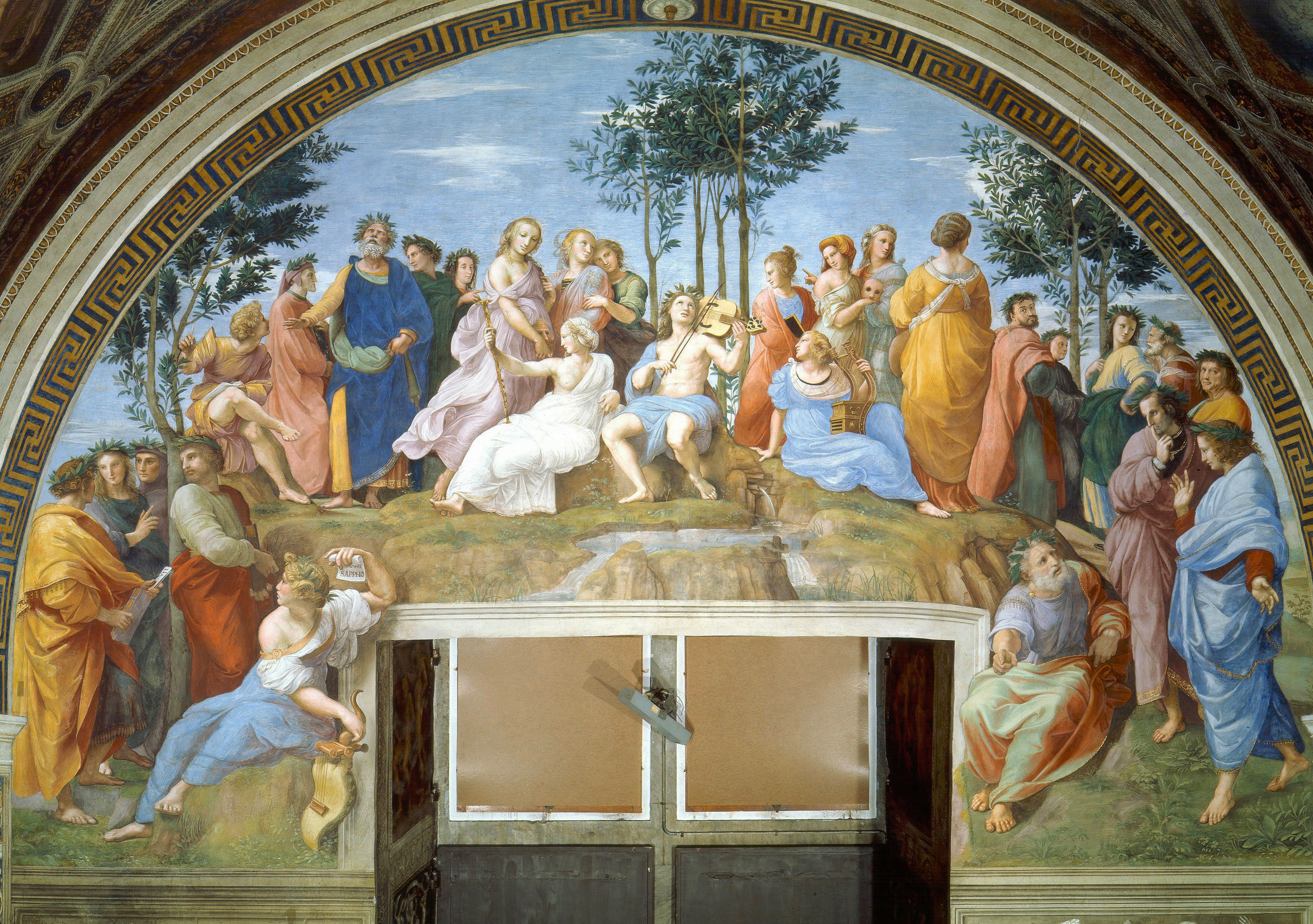
Parnasul de Rafael, în Stanza della Segnatura / Camera Semnăturii, din Vatican.

O imagine binecunoscută a muzelor este reprezentarea Parnasului cu Apollo și muzele precum și poeți celebri, pictată de Rafael, între 1509 și 1510, în Stanza della Segnatura din Vatican.

## Timpurile moderne
Cuvântul muză a început, în timpurile moderne să se aplice persoanelor reale: prietene sau metrese ale artiștilor, uneori bărbați. Aceste muze inspiră prin caracterul, carisma, solicitudinea lor ori prin atracția lor erotică. Pentru femeile care doreau o activitate creatoare, această poziție de muză putea să fie singura cale posibilă care să conducă la o carieră artistică.
Unele dintre aceste muze și-au câștigat propria faimă ca artiști respectați, cum ar fi Marie Laurencin, Anaïs Nin, Mathilde Wesendonck, Youki Foujita-Desnos, Charlotte von Stein, Amanda Lear, Dora Maar, Alma Mahler-Werfel, Marietta di Monaco, Emmy Hennings, Camille Claudel, Gala Éluard Dalí, Jeanne-Claude, Edie Sedgwick, Brigitte Bardot, Lotti Huber, Anna Karina, Jane Birkin și Anita Pallenberg.